# Guy Ier de Mâcon
Pour les articles homonymes, voir Guy Ier.
Guy Ier de Mâcon (vers 982 - vers 1005) fut comte associé de Mâcon de 997 jusqu'à sa mort après l'été 1005.

## Biographie
Guy naît vers 982. C'est le fils aîné du comte Otte-Guillaume de Bourgogne et d'Ermentrude de Roucy.
En septembre 994 on le voir souscrire auprès de son père.
Son père l'associe au pouvoir avant mars 997, il porte le titre comtal et participe aux affaires du comté de Mâcon. Majeur, il est peut-être marié à une fille de Geoffroy, comte du Gâtinais, et de Béatrice, elle-même fille du premier mariage d'Aubry II de Mâcon.
Il est témoin une dernière fois le 25 août 1005 d'une transaction pour l'abbaye de Saint-Bénigne de Dijon avec son père et son frère le comte Renaud. Il meurt peu de temps après.
Son fils Otton II de Mâcon lui succède comme Comte de Mâcon et son frère Renaud Ier de Bourgogne devient héritier du comté de Bourgogne.